# Maciejowa (Jelenia Góra)
Maciejowa – część miasta Jelenia Góra, położona w północno-wschodniej części miasta przy trasie 3, (E-65) relacji Świnoujście – Jakuszyce.

## Historia
Maciejowa (niem. Maiwaldau) – obecnie część Jeleniej Góry. Według opinii niektórych badaczy Maciejowa powstała najprawdopodobniej już w drugiej połowie XIII w. 
W 1319 r. miała być lokowana na prawie niemieckim. W tym czasie wymieniono w niej sołtysa. Jednak pierwsza dokumentarna wzmianka o Maciejowej pochodzi z 1305 r. Pierwszymi właścicielami wsi byli Zedlitzowie. 
W 1597 r., po śmierci Henryka Zedlitza, zasadnicza część majątku w Maciejowej sprzedana została Konradowi von Nimptsch z Sędziszowej, zaś mniejsza pozostała w rękach starszego brata Henryka, Josta i jego żony Małgorzaty (Margareta) von Schindel. W 1601 r. w dolnej części wsi było 14 dużych gospodarstw rolnych, 32 gospodarstwa zagrodnicze, a ponadto 13 obejść należało do tzw. chałupników. Działały tu też dwa młyny.
Wieś ucierpiała bardzo w czasie wojny trzydziestoletniej. W miejscowej księdze ławniczej pod datą 11 sierpnia 1635 r. zanotowano, iż w 1634 r. przez żołnierzy i w wyniku zarazy zmarło 250 osób, a ponadto zniszczonych zostało ponad 60 budynków. W kolejnych latach ludność cierpiała od kwaterunku żołnierzy, nękana była kontrybucjami, grabiona przez maruderów i regularne oddziały wojskowe. W 1640 r. zapanował wielki głód.
W 1642 r. wieś nawiedzili węgierscy huzarzy w służbie cesarza, którzy ponownie ją spustoszyli. Ludność zmuszona została do opuszczenia zrujnowanych domostw, chroniąc się w okolicznych lasach. Wykaz poddanych Maciejowej z 1661 r., a więc sporządzony 13 lat po zakończeniu wojny, ukazuje następujący obraz wsi. Do tutejszego pałacu należał browar. W całej miejscowości żyło 14 chłopów posiadających duże gospodarstwa, 18 zagrodników i 35 chałupników, oraz kilkanaście rodzin utrzymujących się z zajęć pozarolniczych: 12 tkaczy, 2 krawców, aż 3 osoby opiekujące się stawami hodowlanymi (rybak, strażnik stawu i opiekun grobli), ponadto młynarz, grajek oraz handlarz zbożem. Daje to łącznie 88 rodzin. W 1661 r. majątek w Maciejowej zakupił generał Ludwig von Montdeverques.
W 1672 r. majątek ten nabył hrabia Johann Ferdinand Karwarth, który w latach 1686-1888 odbudował tutejszą siedzibę rycerską w postaci barokowego pałacu.
W 1766 r. właścicielką Maciejowej została polska magnatka – księżna Katarzyna Agnieszka Ludwika Sapieha. W 1790 r., za sumę 106.000 talarów, Maciejową zakupił hrabia Johann Nepomucen Gotthard Schaffgotsch z Cieplic Śląskich. W 1851 r. dobra w Maciejowej odkupił od Schaffgotschów baron Udo von Alvensleben.
Dnia 25 kwietnia 1872 r., za 180 tys. talarów, pałac i dobra w Maciejowej nabył Emil Becker – właściciel fabryk dywanów i milioner z Berlina, który wyremontował pałac i wybudował pobliską wieżę widokową. Po śmierci Beckera w 1892 r. majątek w Maciejowej objęła jego córka Maria Johanna Katherina, poślubiona 29 września 1881 r. Karolowi Rudolfowi Johannesowi von Neumannowi. Ten zbankrutował i w latach dwudziestych XX wieku pałac i majątek przeszedł na rzecz miasta Jelenia Góra. W 1932 władze miasta wyposażenie pałacu umieścili w Archiwum Miejskim, a po 1945 roku trafiło ono częściowo do obecnego Muzeum Karkonoskiego w Jeleniej Górze (meble, uzbrojenie, obrazy i zbiór starych monet) lub zostało rozproszone.
W obszar administracyjny Jeleniej Góry miejscowość ta została włączona w 1976 roku, stając się odtąd najbardziej na wschód wysuniętą częścią miasta. 
W 2005 Majciejowa została podtopiona przez wody napływające w wyniku odwilży, a w 2012 wezbrane wody zniszczyły całkowicie pięć mostów, w tym jeden na głównej drodze przecinającej dzielnicę.
W 2017 podpisano umowę na budowę obwodnicy Maciejowej o długości 5,3 km. Wykonawcą inwestycji o wartości 52 mln zł została firma Budimex. 

### Zabytki
Do wojewódzkiego rejestru zabytków wpisane są obiekty:
- kościół pw. św. św. Piotra i Pawła – rzymskokatolicki kościół parafialny z XV-XVII w. położony jest w środku wsi łańcuchówki, na pagórku, u zbiegu potoków Radomierki i Komara. Stoi pośrodku cmentarza założonego na planie owalnym. Cmentarz otoczony jest murem, który w części wschodniej wzmocniony jest kilkoma skarpami. W 1913 r. przy okazji sprzedaży wsi wymieniony jest m.in. także patronat kościoła, a 30 stycznia 1386 r. datowana jest wzmianka o ołtarzu św. Mikołaja „in ecclesia parochiali in Meinwalde”. W 1646 r., podczas wojny trzydziestoletniej nastąpił pożar kościoła. W 1687 r. zostaje zbudowany nowy wielki ołtarz. Z początkiem 1707 r. kościół uległ ponownemu pożarowi. Po pożarze odbudowano wieżę i resztę kościoła. Czterokondygnacyjna wieża zwieńczona jest barokowym hełmem z przeźroczem. Na szczycie pierwotnie XV-wiecznej wieży wisi chorągiewka z datą 1707. Główny ołtarz z rokokową i klasyczną ornamentyką pochodzi z 2 połowy XVIII w. Po bokach znajdują się dwie małe bramki zwieńczone barokowymi rzeźbami św. Józefa i św. Ekspedyta. Obraz św. Jana Nepomucena prawdopodobnie został przemalowany ok. 1900. W jego zwieńczeniu umieszczone są cztery putta z symbolami św. Jana Nepomucena: zamkiem, sercem, palmą, palcem na ustach. Barokowa chrzcielnica z połowy XVIII w. została wykonana z marmuru wojcieszowskiego. Obecnie znajdujący się na ścianie południowej świątyni obraz Pożegnanie Apostołów Piotra i Pawła do 1911 r. umieszczony był w głównym ołtarzu. Wystrój dopełniają liczne epitafia z XV w. poświęcone rodzinie Zedlitzów.
- kościół ewangelicki z XVIII w. – rozebrany w 1972 r., obecnie na jego miejscu znajduje się pawilon handlowy.
- zajazd, z drugiej połowy XVII w., XIX w.
- park pałacowy z XVIII w., 1873 r.:
  - mauzoleum Beckerów z około 1890-1891 r., miejsce akcji filmu Redwood[11]
  - wieża widokowa[12], wzniesiona w latach 1874-1875
- młyn, obecnie dom, ul. Wrocławska 69, z lat 1880-1900.

inne zabytki
- pałac do lat 60. XX w. niszczał opuszczony; będąc ruiną został rozebrany[13].
- zamek w Maciejowej – wiadomo że został on zbudowany w XII w., a zburzony został w XV w. podczas wojen husyckich. Po dziś dzień zachowały się niewielkie fragmenty murów zamku ukryte wśród leśnych drzew[14].

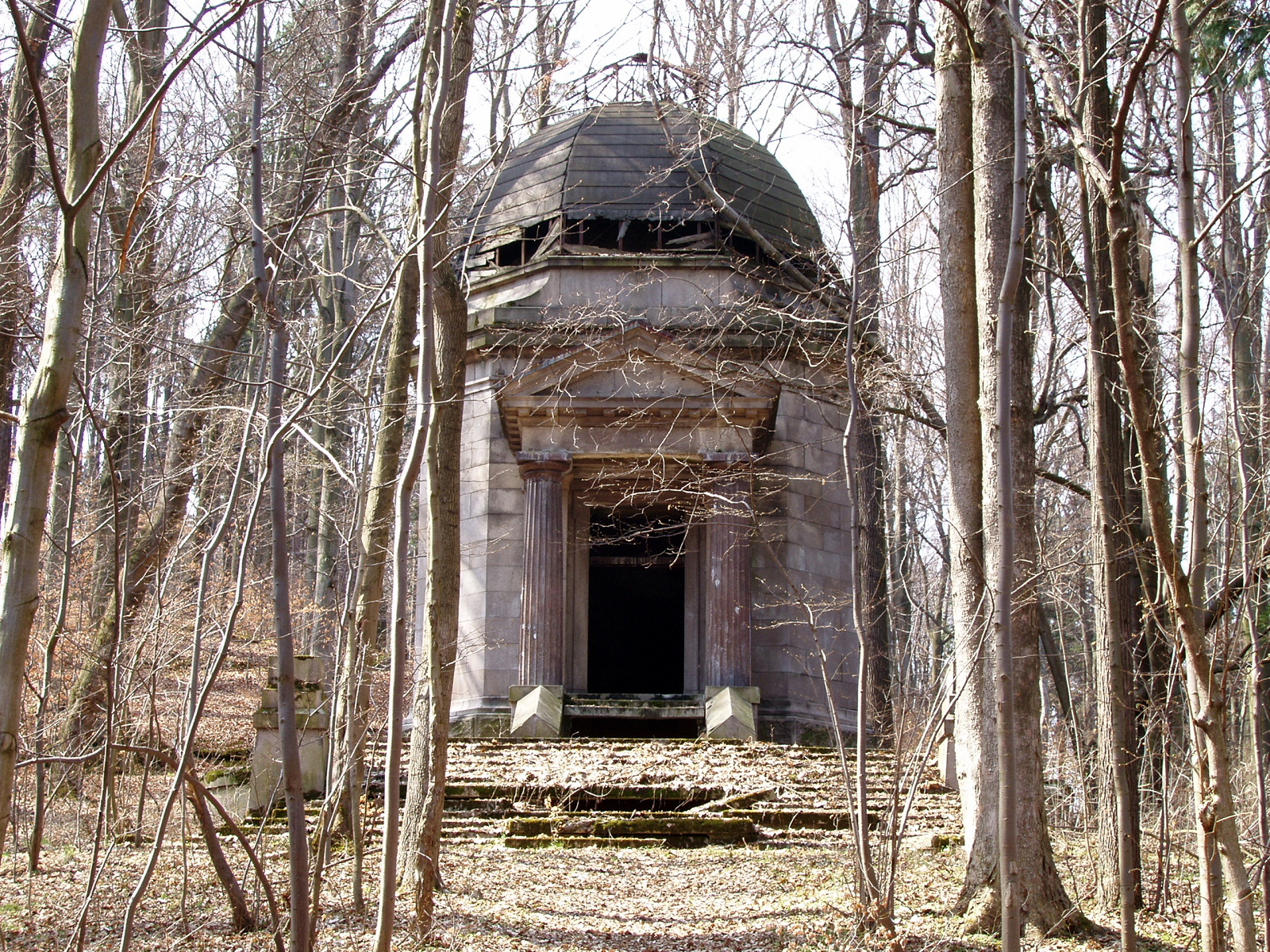
Mauzoleum Beckerów
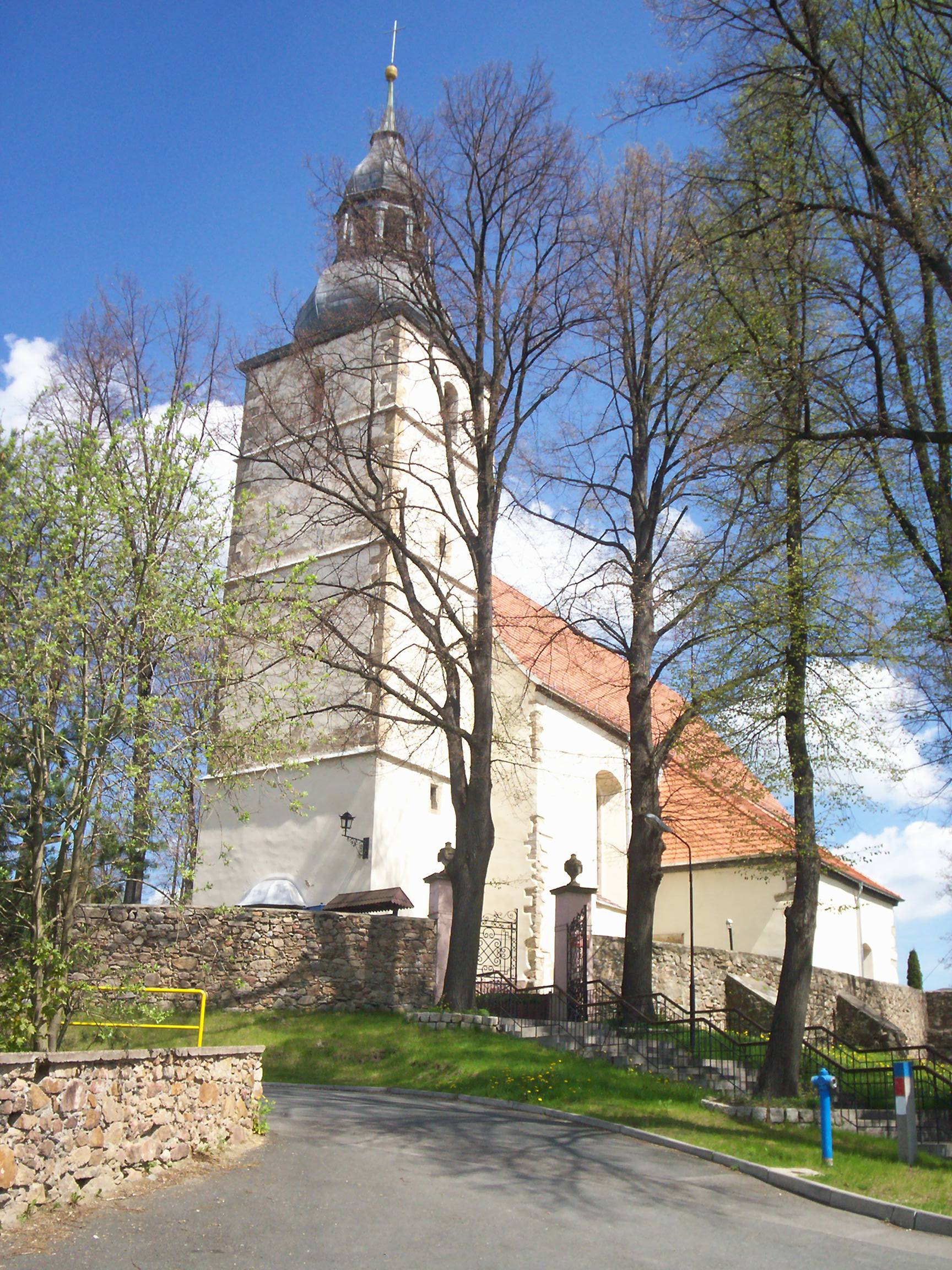
Kościół pw. św. św. Piotra i Pawła.
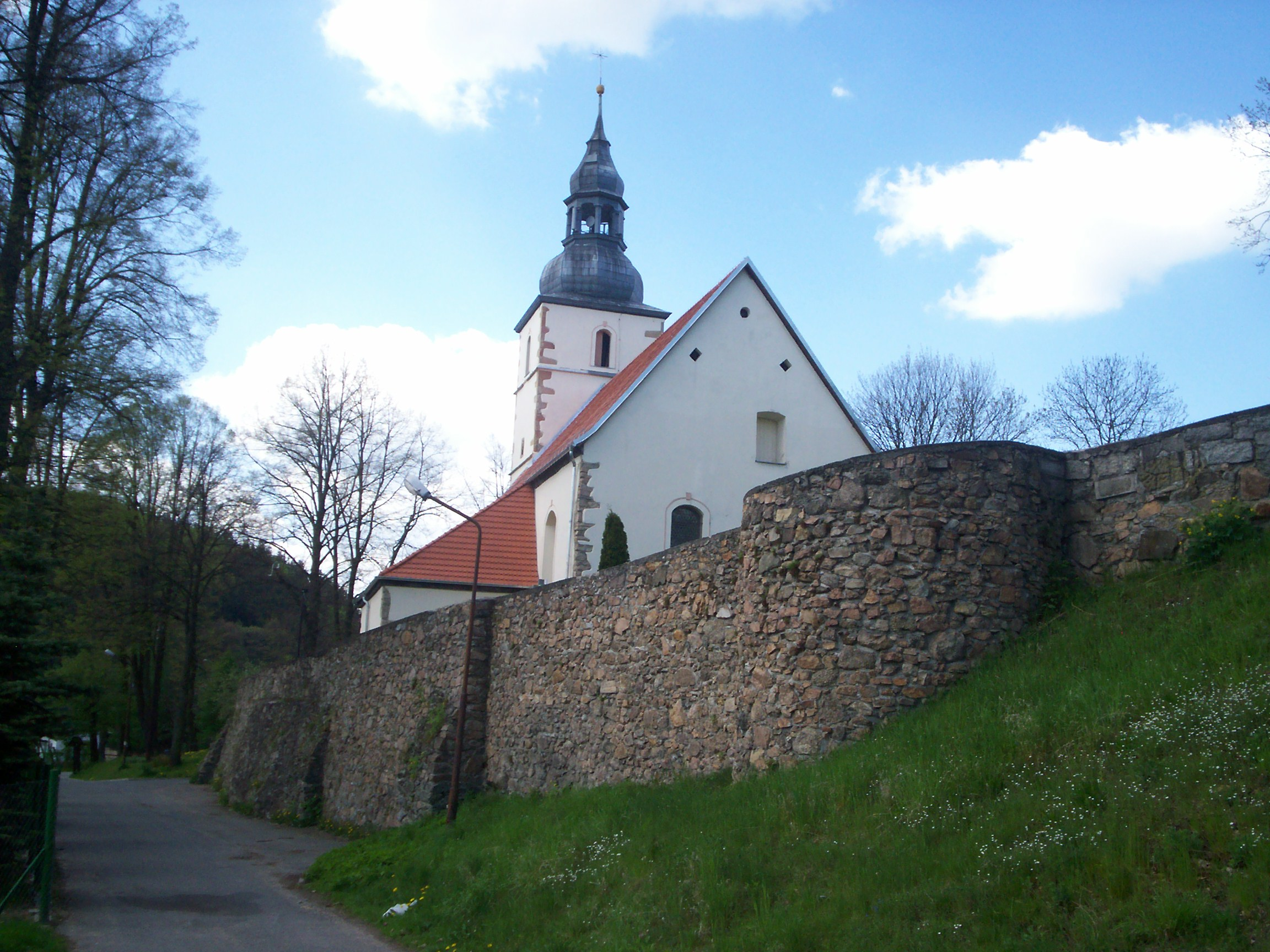
Kościół

### Infrastruktura
Maciejowa leży przy głównej trasie nr 3 łączącej Świnoujście i Jakuszyce. Głównymi ulicami dzielnicy są:

- Wrocławska,
- Witosa,
- Dziwiszowska,
- Kosynierów,
- J. Niećki,
- Kaczawska,
- J. Dzierżonia,
- Trzcińska.

### Sport
W Maciejowej ma siedzibę Klub Sportowy Maciejowa reprezentujący piłkę nożną, startujący w lidze okręgowej, klasie B.

### Walory przyrodnicze
W Maciejowej znajduje się szczyt górski Rybień (436 m n.p.m.), przepływają tutaj rzeki:
- Radomierka,
- Komar,
- Bełkotka,